# Anežka z Obřan
Anežka z Obřan († 1300) byla moravská šlechtična, která pocházela z rodu pánů z Obřan

## Život
Narodila se jako prvorozená dcera Gerharda ze Zbraslavi a Obřan a jeho manželky Jitky z Feldsbergu (Valtic). 
Byla provdána za Ješka ze Šumperka. Anežčiny děti nejsou známé, z jejího potomstva však mohly pocházet rody vladyků z Prusinovic nebo Bílkova, kteří byli později známí jako Pražmové z Bílkova.
Podle některých zdrojů byl jejím manželem Bedřich ze Šumburka, neboť v listiních je její otec Gerhard z Obřan uváděn jako Bedřichův tchán.
Anežka z Obřan zemřela roku 1300.